# Irina Sulaver
Irina Sulaver (geboren am 7. Mai 1990 in Sarajevo) ist eine deutsche Schauspielerin, die seit 2016 am Wiener Burgtheater engagiert ist.

## Leben und Werk
Sulaver wuchs in Berlin auf und sammelte dort bereits während der Schulzeit erste Bühnenerfahrungen, beispielsweise in den Jugendgruppen des Deutschen Theaters Berlin und der Volksbühne am Rosa-Luxemburg-Platz. Nach dem Abitur studierte sie vorerst Philosophie und Kunstgeschichte an der Humboldt-Universität zu Berlin, wirkte aber parallel dazu an der Volksbühne in einigen Neuproduktionen von René Pollesch mit: Ein Chor irrt sich gewaltig, Schmeiß dein Ego weg! und Der Dialog ist ein unverständlicher Klassiker. 
Im September 2012 war sie beim Festival der jungen Talente! der Städelschule in Frankfurt am Main beteiligt. Gleich darauf begann sie ihre Schauspielausbildung an der Otto-Falckenberg-Schule in München. Während des Studiums übernahm sie im Werkraum der Münchner Kammerspiele einige Rollen in Neuinszenierungen von Matthias Günther, Erik de Quiero, Jorinde Dröse, Boris Nikitin und Katharina Bianca Mayrhofer. Eine ihrer Rollen dort war die der Straßenhure Satin in der Dramatisierung des Romans Nana von Émile Zola, in welcher sie es „sichtlich“„genoss [...], die Männer ordinär polternd und wie ein preußischer Unteroffizier in den Schmutz zu treten“.
Auf dem Schauspielschultreffen 2015 in Bochum wurde sie mit einem Solo Preis ausgezeichnet.
Seit Mai 2016 gehört sie dem Ensemble des Wiener Burgtheaters an. Sie debütierte als Clarice in Goldonis Diener zweier Herren im großen Haus und spielte im Oktober im kleinen Haus in der „poetische[n] Kapitalismusanalyse“ der herzerlfresser von Ferdinand Schmalz die Rolle der fauna florentina.
Die Resonanz war ermutigend. Nach dem Goldoni titelte der Kurier: „Jubel für Goldoni-Inszenierung“, Nach der Ferdinand-Schmalz-Erstaufführung schrieb die Tiroler Tageszeitung: „Lang anhaltender Jubel beim Publikum.“
Im Jahr 2016 übernahm sie auch die Jasmin in der deutschen Filmkomödie Der Hund begraben von Sebastian Stern.

## Rollen am Burgtheater
- 2016: Der Diener zweier Herren von Carlo Goldoni, Regie: Christian Stückl, Rolle: Clarice, Tochter des Pantalone – Burgtheater, Koproduktion mit den Ruhrfestspielen Recklinghausen
- 2016: der herzerlfresser von Ferdinand Schmalz, Regie: Alexander Wiegold, Österreichische Erstaufführung, Rolle: fauna florentina –  Akademietheater
- 2016: Hexenjagd von Arthur Miller, Regie: Martin Kušej, Rolle: Bettry Parris – Burgtheater[9]